# أناتولي إيلين
أناتولي إيلين (مواليد 27 يونيو 1931) هو لاعب كرة قدم. لعب مع منتخب الاتحاد السوفييتي لكرة القدم. سبق له أن لعب في كأس العالم لكرة القدم مع منتخب بلاده.

## مسيرته الكروية
لعب أناتولي إيلين خلال مسيرته الاحترافية مع نادِ واحدٍ في خمسة عشر موسمًا وسجل خلالها 83 هدفًا ضمن 227 مباراة. حيث فاز في ثلاثة مواسم بالكأس وفي خمسة مواسم بالدوري.
خاض أناتولي إيلين مسيرته مع نادي سبارتاك موسكو في موسم 1949 ليلعب معه خمسة عشر موسمًا، مشاركًا في 227 مباراة سجل خلالها 83 هدفًا.

## روابط خارجية
- أناتولي إيلين على موقع الاتحاد الدولي (مؤرشف)  (الإنجليزية)
- أناتولي إيلين على موقع الاتحاد الأوربي (الإنجليزية)
- أناتولي إيلين على موقع ناشيونال فوتبول تيمز (الإنجليزية)
- أناتولي إيلين على موقع أوليمبيديا (الإنجليزية)